# Gerard Hengeveld
Gerard Hengeveld (7 décembre 1910, Kampen - 28 octobre 2001, Bergen) est un pianiste, compositeur et professeur néerlandais.

## Biographie
Hengeveld a commencé le piano à l'âge de cinq ans. Déjà à l'âge de dix ans, il a joué comme soliste avec orchestre. Il est entré en 1924 au Conservatoire d'Amsterdam et a eu pour maîtres Ulfert Schults et Sem Dresden. En 1928, il a obtenu son diplôme et a poursuivi ses études. Il a obtenu en 1932 le Prix d'excellence pour le piano et a terminé ses études avec Carl Friedberg (en).
Hengeveld a été en 1929 nommé professeur de piano au Conservatoire Royal de La Haye et en 1933 à celui d'Amsterdam. Il s'est produit aux Pays-Bas en particulier au Concertgebouw d'Amsterdam et à l'étranger comme pianiste de concert et accompagnateur. Hengeveld était un remarquable interprète de la musique de Bach pour piano et clavecin. Certains de ces concerts ont fait l'objet d'enregistrements.
Hengeveld est décédé en 2001 à l'âge de 90 ans, à Bergen.
Son épouse Elizabeth Hengeveld-ter Hoeve était également une pianiste douée, décédée quelques années plus tard.

## Compositions
Gerard Hengeveld est connu pour ses œuvres pédagogiques pour travailler le piano. Parmi ses autres compositions, on trouve deux concertos pour piano, une sonate pour violon, et une sonate pour violoncelle, plusieurs arrangements de chansons folkloriques, des danses et de la musique de film.

## Discographie
- Gerard Hengeveld speelt Gerard Hengeveld - CD (Label: A&A, 1990)

## Source
- (en)/(nl) Cet article est partiellement ou en totalité issu des articles intitulés en anglais « Gerard Hengeveld » (voir la liste des auteurs) et en néerlandais « Gerard Hengeveld » (voir la liste des auteurs).